# Lwowska Narodowa Akademia Sztuki
Lwowska Narodowa Akademia Sztuki (ukr. Львівська національна академія мистецтв (ЛНАМ)) – ukraińska uczelnia z siedzibą we Lwowie, kształcąca specjalistów w dziedzinie sztuki dekoracyjnej, wzornictwa, konserwacji, kultury, zarządzania oraz działań społecznych i kulturalnych.

## Historia
Idea powstania we Lwowie uczelni artystycznej sięga początków XX wieku, a nauczanie sztuki artystycznej ma tradycje znacznie dłuższe. Początkowo było to szkoła grafiki i rysunku, która powstała w 1876 r. przy Muzeum Rzemiosła Artystycznego, w 1923 r. powstała szkoła malarstwa Ołeksy Nowakiwskiego.
W 1944 r. władze radzieckie powołały do istnienia Akademię Sztuk Pięknych, której rektorem był Wasyl Kryczewski. Do grona wykładowców należeli m.in. Ołena Kulczyćka, Osyp Kuryłas, Antin Manastyrski, Hryhorij Smolski. W 1946 ówczesne władze postanowiły rozszerzyć funkcjonujące we Lwowie szkolnictwo artystyczne, na terenach dawnej Rzeczypospolitej Polskiej brakowało ukraińskich specjalistów w dziedzinie sztuki stosowanej, dekoratorów. Początkowo powstały wydziały tkaniny artystycznej, ceramiki artystycznej, rzeźby i sztuki w drewnie, rzeźbiarstwa i malarstwa. Metodykę nauki oparto na ludowej tradycji i lokalnej sztuki tworzenia, a równocześnie stosując najnowsze osiągnięcia europejskiego szkolnictwa artystycznego i sztuki. Do wykładanych przedmiotów przez lata dodano projektowanie graficzne, artystyczne środki reklamowe, malarstwo monumentalne, sztuk metaloplastycznych, projektowania wnętrz, projektowania mebli, nowych technik tkanin artystycznych oraz szkła artystycznego.
W 1994 r. dotychczasowy Państwowy Lwowski Instytut Sztuki Stosowanej i Dekoracyjnej przekształcono w Lwowską Narodową Akademię Sztuki, od 2004 r. uczelnia posiada status narodowej instytucji edukacyjnej.

## Struktura uczelni
Uczelnia posiada pięć wydziałów akademickich, w tym jeden w Sewastopolu. Kosowski Instytut Sztuki Stosowanej i Dekoracyjnej, fakultet podnoszenia kwalifikacji, dział badań, studia podyplomowe i doktoranckie, rada naukowa ds. studiów doktoranckich i podyplomowych studiów w dziedzinach związanych ze sztuką, bibliotekę, muzeum, galerię sztuki współczesnej, redakcję wydawnictw naukowych i popularnonaukowych.

### Wydziały
- Wydział Wzornictwa
  - Katedra Grafiki i Designu
  - Katedra Projektowania Wnętrz i Kostiumów
- Wydział Sztuki i Rzemiosła
  - Katedra Rzemiosła Tekstylnego
  - Katedra Ceramiki Artystycznej
  - Katedra Szkła Artystycznego
  - Katedra Rzemiosła Drzewnego
  - Katedra Metaloplastyki
- Wydział Sztuki i Konserwacji Dzieł Sztuki
  - Katedra Konserwacji Dzieł Sztuki
  - Katedra Malarstwa Monumentalnego
  - Katedra Rzeźby Dekoracyjnej
  - Katedra Sztuki Sakralnej
  - Katedra Rysunku i Malarstwa Akademickiego
- Wydział Historii i Teorii Sztuki
  - Katedra Zarządzania Sztuką
  - Katedra Historii i Teorii Sztuki
  - Katedra Nauk Humanistycznych
  - Katedra Języków i Literatury
  - Katedra Wychowania Fizycznego
- Wydział Grafiki i Architektury Wnętrz (w Sewastopolu)